# Paradise Reloaded (Lilith)
Paradise Reloaded (Lilith) est un opéra de Péter Eötvös sur un livret d'Albert Ostermaier, créé en 2013 à Vienne en Autriche. L'histoire, inspirée librement de La Tragédie de l'homme (1861) de Imre Madách, tourne autour de la figure mythologique de Lilith dans le cadre du récit d'Adam et Eve.

## Historique
C'est la seconde fois que Péter Eötvös travaille avec le dramaturge allemand Albert Ostermaier et également la deuxième adaptation à l'opéra de la pièce La Tragédie de l'homme de 1861 écrite par Imre Madách. Le compositeur s'en est auparavant inspiré pour une musique de scène en 1964, et avec ce librettiste, a conçu son précédent opéra basé sur la pièce, Die Tragödie des Teufels, créé en 2010.
Paradise Reloaded (Lilith) est créé le 25 octobre 2013 pour quatre représentations à Vienne au Neue Oper Wien (de) lors du festival Wien Modern (de) sous la direction de Walter Kobéra avec Amadeus Ensemble Wien et dans une mise en scène de Johannes Erath.
L'opéra est monté en première hongroise à Budapest sous la direction de Gregory Vajda avec l'Hungarian Radio Orchestra puis créé en première allemand le 21 mars 2015 à l'opéra de Chemnitz dans le Städtische Theater Chemnitz, sous la direction de Frank Beermann et mis en scène par Helen Malkowsky. Un enregistrement est effectué en 2014 au Studio 22 de la radio hongroise et paru en 2016 chez Budapest Music Center. Paradise Reloaded (Lilith) est produit une nouvelle fois en Allemagne en 2020 à Bielefeld sous la direction de Gregor Rot dans une mise en scène de Wolfgang Nägele.

## Description
Paradise Reloaded (Lilith) est un opéra en douze scènes en allemand d'une durée d'environ une heure et quarante minutes. La partition comprend un chœur de femmes. Dans cet ouvrage, le récit, adapté par Albert Ostermaier avec l'aide de Mari Mezei, se concentre autour de la figure de Lilith, première compagne d'Adam selon les légendes médiévales.

### Rôles
Les rôles de Paradise Reloaded (Lilith) sont les suivants :
| Rôle    | Tessiture     | Créateur            |
| ------- | ------------- | ------------------- |
| Eva     | soprano       | Rebecca Nelsen      |
| Lilith  | mezzo-soprano | Annette Schönmüller |
| Adam    | ténor         | Eric Stoklossa      |
| Lucifer | baryton       | David Adam Moore    |
| Ange A  | ténor         | Gernot Heinrich     |
| Ange B  | baryton       | Andreas Jankowitsch |
| Ange C  | basse         | Michael Wagner      |

### Instrumentation
L'instrumentation de Paradise Reloaded (Lilith) comprend l'effectif détaillé suivant :
- Vents : 2 flûtes, 2 hautbois, 3 clarinettes, 2 bassons ;
- cuivres : 2 cors, 2 trompettes, 3 trombones, tuba ;
- accordéon, harpe, célesta, piano, 2 percussions ;
- cordes : 10 violons, 8 violons II, 6 altos, 6 violoncelles, 4 contrebasses.

## Enregistrements
- Budapest Music Center Records, 2016, BMC CD 226, 1 CD, dir. Gregory Vajda avec le Magyar Rádió Szimfonikus Zenekara, enregistré en janvier 2014[4].